# Ivy Kibet
Ivy Kibet (4 februari 1990) is een Keniaanse atlete, die gespecialiseerd is in de lange afstand. Zij geniet in Nederland met name bekendheid wegens haar overwinningen bij de Bredase Singelloop (2016) en de Hemmeromloop (2015). Ze is de jongere zus van de atlete Hilda Kibet. Elvin Kibet de tweeling zus van Ivy doet ook aan hardlopen.

## Persoonlijke records
| Onderdeel      | Prestatie | Datum          | Plaats   |
| -------------- | --------- | -------------- | -------- |
| 10 km          | 32.45     | 29 maart 2015  | Brunssum |
| halve marathon | 1:11.24   | 2 oktober 2016 | San Jose |

## Palmares

### 10 km
- 2015:  Parelloop - 32.45
- 2015:  Paderborner Osterlauf - 32.47
- 2015:  Hilversum City Run - 33.43
- 2015 8e Tilburg Ten Miles
- 2015:  Hemmeromloop - 33.27
- 2017: 4e Parelloop - 32.46,2

### 10 Eng. mijl
- 2016: 6e Dam tot Damloop - 53.51
- 2017: 6e Dam tot Damloop - 53.40

### halve marathon
- 2016:  Venloop - 1:12.19
- 2016:  Bredase Singelloop - 1:11.24
- 2017:  halve marathon van Egmond - 1:12.14
- 2017:  halve marathon van Rabat - 1:11.35
- 2017: 4e International Paderborner Osterlauf - 1:12.50

### overige
- 2017:  Zandvoort Circuit Run (12 km) - 40.29
- 2017: 6e 4 Mijl van Groningen - 20.49